# 霍坎·维克贝里
霍坎·维克贝里（瑞典語：Håkan Wickberg，1943年2月3日—2009年12月8日），瑞典男子冰球运动员，场上位置是前锋。他曾代表瑞典国家队参加1968年和1972年冬季奥林匹克运动会冰球比赛，均获得第四名。